# 石炭政策転換闘争
石炭政策転換闘争（せきたんせいさくてんかんとうそう）とは、1960年代に日本炭鉱労働組合を中心として行われた石炭から石油へのエネルギー革命及びそれに関連した政府の政策に反対する労働闘争。
1960年頃、石炭業界は三井三池争議などの労働争議に揺れている一方、日本の産業界はより高コストの国産石炭よりも安価な海外産の石油をエネルギーの中心に据える動きを強めていった（産業計画会議第六次勧告など）。そのような状況下で日本政府も石油をエネルギー政策の中心に移しつつあった。
この動きに危機感を抱いた日本炭鉱労働組合は1961年8月の大会においてこの動きを強く批判し、日本社会党や日本労働組合総評議会の支援を受けて、炭鉱労働者の雇用安定と石炭の生産・流通の近代化、炭鉱地域の振興、石炭を含めた総合的なエネルギー政策の確立などを政府に求めることになった。翌月、東京において北海道や九州地方の炭鉱労働者などによる「3万人中央行動」が開催され、大蔵省や通商産業省などの関連省庁への陳情や炭鉱労働者が着用するキャップランプを付けたまま銀座をデモ行進するなどの活動を繰り広げた。
闘争自体は十分な成果を上げるには至らなかったが、これまでの個別企業に対する闘争ではなく、全国規模で政府に要求を突き付けた反響は大きく、雇用促進事業団の設立や炭鉱離職者求職手帳（黒手帳）の導入など炭鉱労働者の失業に対する積極的な政策の実施が行われた。